# Position latérale de sécurité
Pour les articles homonymes, voir PLS.
 (décembre 2017).
Si vous disposez d'ouvrages ou d'articles de référence ou si vous connaissez des sites web de qualité traitant du thème abordé ici, merci de compléter l'article en donnant les références utiles à sa vérifiabilité et en les liant à la section « Notes et références ».

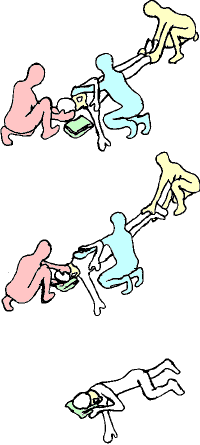
Manœuvre exécutée par trois secouristes: Au commandement de « Attention pour tourner… Tournez ! », les secouristes tournent la victime au même rythme de façon à assurer l'alignement de la colonne vertébrale.
Position latérale de sécurité: La bouche est tournée vers le bas de façon que le patient ne risque pas d'étouffer dans les fluides corporels ; la tête est en bascule prudente afin de maintenir l'épiglotte ouverte. Les bras et les jambes forment des béquilles de façon à stabiliser la position. Si possible, l'alignement de la colonne vertébrale est maintenu grâce à un coussin ou grâce au dos de la main de la victime placé contre l'oreille.

La position latérale de sécurité (ou PLS) est un geste de premiers secours à pratiquer systématiquement lorsque l'on est en présence d'une personne inconsciente, qui respire normalement et qui est décubitus dorsal (couchée sur le dos).
Cette technique sert à maintenir la liberté des voies aériennes supérieures, c'est-à-dire le passage de l'air jusqu'aux poumons. En effet, le risque majeur est que la personne s'étouffe par la fermeture de l'épiglotte (clapet qui empêche normalement les aliments de pénétrer dans les poumons) et le contenu de l'estomac (qui se vide lentement, puisque le muscle qui le ferme n'a plus de tonus) ou en cas de vomissement. Pour ce faire, on place la victime sur le côté, en chien de fusil, en maintenant sa tête alignée dans l'axe du dos, la bouche ouverte ; en langage médical, on parle parfois de décubitus latéral pour signifier que le corps est horizontal et tourné sur le côté.
Cette technique n'est pas une fin en soi mais s'inscrit dans une démarche de premiers secours :
1. protection : assurer la sécurité de la zone et des personnes
2. bilan : évaluer l'état de la victime
3. alerte aux secours publics
4. réaliser les gestes d'urgences : mise en place de la victime en PLS
5. surveillance

## Techniques pour tourner en PLS

### Côté du retournement
(février 2017).
Améliorez-le ou discutez des points à vérifier. 
Le consensus de 2010 du Conseil européen de réanimation (European resuscitation council, ERC) ne recommande aucun côté de retournement ; il recommande même de changer de côté de retournement si l'attente des secours dure plus de 30 minutes, et l'illustration montre une victime couchée sur son côté droit.
On recommande souvent à l'inverse de tourner la personne, si possible, sur son côté gauche : cela a de l'importance dans le cas d'une femme enceinte ou d'une victime obèse (voir plus bas), et certains mettent en avant qu'en raison de la dissymétrie de l'estomac, cela serait plus efficace pour éviter les écoulements de liquide gastrique. Toutefois, la présence d'autres traumatismes peut imposer le côté de retournement (voir Cas particuliers).

### Sauveteur isolé
Il existe plusieurs techniques de retournement. La technique proposée ci-après a été recommandée par l'European ressuscitation council (ERC) en 2000 et adoptée par les pays de l'Union européenne (en 2001 en France), et permet de maintenir les cervicales (vertèbres les plus fragiles, présentant le risque vital le plus important et les plus probablement touchées en cas de traumatisme crânien).
Après avoir vérifié que la victime est inconsciente et respire (existence de mouvements ventilatoires) et libéré les voies aériennes (dégrafer cravate, col, ceinture, premier bouton du pantalon, inspection visuelle de la bouche pour retirer les éventuels corps étrangers), le sauveteur retire les lunettes si la victime en a et aligne les jambes dans l'axe du corps.
Puis, il se place sur le côté de la victime, au niveau du torse, du côté du retournement (A DEFINIR). Il place le bras qui est du côté du retournement à angle droit en le faisant glisser paume vers le haut. Le coude est plié afin de faire un angle droit ; en raison de l'anatomie, le poignet est naturellement au-dessus du sol et la main pend légèrement.
Le sauveteur saisit ensuite le poignet opposé et place le dos de la main contre la joue qui est du côté du retournement ; ainsi, la main fera un coussin pour la tête, et le bras constitue un triangle rigide qui servira à relayer la rotation et de béquille en position finale. Le sauveteur plaque ensuite sa main contre la paume de la main de la victime ; il soutient ainsi la tête durant le retournement et évite la mobilisation des cervicales.
Avec la main libre (celle côté des pieds), le sauveteur saisit le creux poplité (arrière du genou) de la jambe opposée en passant par-dessus le genou. Il lève le genou ; la jambe forme ainsi un triangle.
Le sauveteur se recule alors pour laisser la place au retournement, puis fait pivoter la victime lentement et régulièrement en se servant de la cuisse comme levier.
Une fois la victime en position stable, le sauveteur vient maintenir le bras de la victime qui se trouve au-dessus ; pour cela, la main qui tenait le genou se place au coude de ce bras. Le bras étant ainsi tenu, le sauveteur retire la main qui est sous la tête de la victime. La cuisse qui sert de béquille est placée à angle droit par rapport au corps. Le sauveteur ouvre la bouche de la victime pour favoriser les écoulements.
La victime est protégée des intempéries, par exemple couverte avec un vêtement ou une couverture (sauf les parties présentant un traumatisme évident), puis le sauveteur prévient ou fait prévenir les secours.
En attendant les secours, il vérifie régulièrement (toutes les minutes) que la victime continue de respirer : il se place face à elle, regarde son visage, et place sa main sur l'abdomen pour percevoir les mouvements respiratoires.

### Technique à deux ou trois secouristes

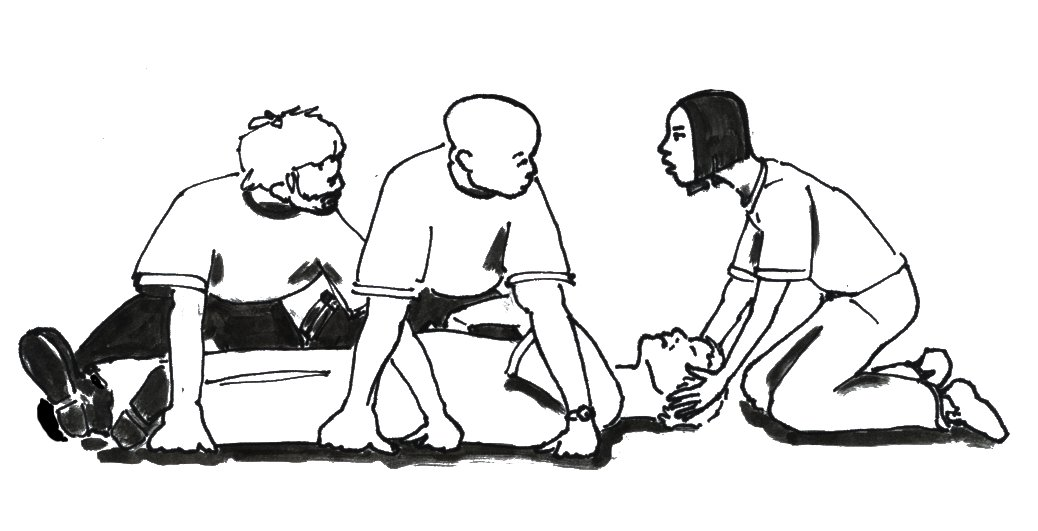
Méthode alternative pour tourner la victime (on remarquera les bras entrecroisés des sauveteurs).

Lorsque deux ou trois personnes sont disponibles et lorsque l'on suppose un traumatisme du rachis, on utilise les deux ou trois secouristes pour le retournement, ce qui permet de maintenir l'axe tête-cou-tronc droit et sans torsion. Le secouriste le plus expérimenté (le chef) se met à la tête de la victime et la maintient entre ses mains. Il peut utiliser une prise latéro-latérale ou bien une prise occipito-mentonnière ; dans ce dernier cas, la main qui maintient le menton est celle qui est du côté du retournement, et la paume se place contre la joue. Il servira de coordinateur pour la manœuvre.

#### Méthode française entre 1991 et 2007
Le second secouriste maintient les hanches pendant que le troisième aligne les jambes. Le bras du côté du retournement est écarté du corps en le faisant glisser sur le sol paume vers le haut, jusqu'à faire un angle légèrement supérieur à l'angle droit. On pose un coussin, parfois appelé « billot » (couverture ou vêtement plié), à côté de la tête de la victime, du côté du retournement ; l'épaisseur de ce coussin doit être la moitié de la distance entre le cou et l'épaule de la victime. Puis, deux solutions sont possibles :
- les deux autres secouristes se disposent sur le côté du patient, le plus fort des deux au torse, le second aux jambes ; ces deux secouristes croisent leurs mains (voir figure) afin d'assurer une uniformité optimale de la poussée, et ainsi un maintien de la colonne vertébrale dans son alignement ;
 — ou bien —
- un secouriste se place au niveau du torse, côté du retournement ; avec la main qui est du côté de la tête, il saisit l'épaule opposée et fait passer le bras opposé de la victime sur son bras ; il met son autre bras sur la hanche opposée ; l'autre secouriste se place aux pieds de la victime, en regardant la tête, et saisit les chevilles.

Le chef demande « Équipiers êtes-vous prêts ? » ; les équipiers doivent répondre « Prêt(e) », l'équipier présent aux pieds parlant en premier, suivi par celui se trouvant au niveau du tronc. Le chef ordonne alors : « Attention pour tourner… Tourner ! » ; de manière synchrone, les secouristes tournent la victime d'un bloc, sans torsion, jusqu'à une position semi-ventrale (environ 45° avec le sol). La tête repose alors sur le coussin.
Le secouriste aux jambes lâche prise et vient placer la jambe du dessus à angle droit, en fléchissant la cuisse. Si la victime doit être relevée, il place le pied dans le creux poplité (arrière du genou) de la jambe au sol. Ce même secouriste saisit ensuite le bras de la victime pour le placer coude au sol, poignet sur le bras au sol. À ce moment-là, la victime est stabilisée, et le secouriste au torse peut lâcher prise délicatement, en s'assurant que la victime ne bouge pas.
Le cas échéant, un secouriste vient maintenir la tête de la victime pour que le chef puisse enlever la main placée sous la tête ; sinon, le chef peut garder cette prise en prévision du relevage.
La victime est couverte, et une secouriste se place face à la victime pour surveiller son visage, et met une main sur l'abdomen afin de sentir la persistance des mouvements respiratoires et détecter un éventuelle arrêt respiratoire.

#### Méthode française version 2007
La mise en PLS a été modifiée afin de s'approcher de la méthode à une personne. Après la pose du collier cervical, le second secouriste prend l'avant-bras de la victime opposé au côté du retournement, et pose le dos de la main contre l'oreille du côté du retournement ; cette main est maintenue par la main du chef, paume contre paume. Puis, le second secouriste met en place le bras du côté du retournement (bras à angle droit du corps, coude plié à angle droit, paume vers le haut), et saisit l'épaule et la hanche du côté opposé au retournement.
Le chef ordonne alors : « Attention pour tourner… Tournez ! » ; le second secouriste fait rouler la victime en tirant sur l'épaule et la hanche tandis que le chef accompagne la tête. Une fois la victime sur le côté, le second secouriste saisit le membre inférieur situé en haut, et fléchit la cuisse et le genou à angle droit. Puis, il place un coussin sous la main du chef qui soutient la tête, et va ouvrir la bouche si nécessaire.
En cas de victime obèse, le second secouriste peut se servir de la jambe comme levier, comme pour la PLS à un sauveteur.

## Cas particuliers

### Femme enceinte
Une femme enceinte devra être mis sur son côté gauche afin de limiter la compression de la veine cave inférieure par le fœtus, ce qui pourrait entrainer une baisse du débit cardiaque par limitation du remplissage du cœur,,.
Cette recommandation est intégrée au référentiel relatif à l'unité d'enseignement "premiers secours en équipe".

### Victime obèse
De la même manière que pour la femme enceinte, la victime obèse doit être allongée sur le côté gauche pour éviter une compression de la veine cave inférieure.

### Victime souple
Dans le cas d'une victime souple, lors de la mise sur le côté par un sauveteur seul, la victime ne tournera pas complètement et le tronc risque de la refaire basculer sur le dos. Pour éviter ceci, il suffit que le sauveteur cale le genou de la victime avec son genou. Il garde ainsi sa main libre pour finir de positionner la victime en PLS.

### Victime présentant un traumatisme visible
Si une personne présente une plaie à la poitrine, elle est tournée du côté de la plaie (la plaie est donc vers le bas) :
- le poids appuie sur le poumon blessé (poumon « sacrifié »), le poumon sain est donc libre ce qui permet donc une respiration plus efficace ;
- cela permet l'écoulement de liquide et évite de remplir le poumon.

Si une personne présente une plaie au ventre, elle est tournée sur son côté sain : cela évite que les viscères sortent par la plaie.
Si une personne présente une fracture manifeste d'un membre inférieur, cette jambe ne doit pas servir de béquille et doit rester au sol. La personne est donc tournée du côté du membre fracturé.
Si une personne présente une fracture manifeste d'un membre supérieur, ce bras ne doit pas servir de béquille et doit rester au sol. La personne est donc tournée du côté du membre fracturé.

### Victime casquée
Une règle de base pour les témoins est de ne pas enlever le casque d'une victime. En effet, la mobilisation de la tête entraînée par le retrait du casque risque d'aggraver une éventuelle lésion, notamment au niveau des vertèbres cervicales. Un sauveteur « simple témoin » tournera donc la victime en PLS en lui laissant son casque.
Le retrait du casque est une opération délicate qui ne doit être effectuée que par des secouristes formés. Une équipe paramédicale retire systématiquement le casque avant d'effectuer la PLS : cela permet la pose du collier cervical qui réduit le risque d'aggravation d'une lésion cervicale, et permet l'administration d'oxygène ainsi qu'une surveillance efficace. De même, un secouriste isolé mais formé et entraîné à la technique doit effectuer un retrait de casque seul avant de tourner la victime en PLS : il peut ainsi mieux maîtriser la rectitude de la colonne vertébrale, cela facilite la respiration de la victime, permet une meilleure surveillance, et évite à l'équipe de secours de devoir effectuer elle-même un retrait de casque (opération délicate voire impossible en PLS, et qui impose de remettre la victime sur le dos).

### Victime assise dans un véhicule
Une victime assise n'est pas allongée sur le dos, le problème de l'encombrement des voies aériennes ne se pose donc pas de la même manière. Dans ce cas-là, on laisse la victime assise dans le véhicule, et on la redresse délicatement sur son siège : le secouriste place une main sous le menton et l'autre derrière la nuque (prise occipito-mentonnière), et ramène la tête en position neutre, dans l'axe du tronc, en exerçant une légère traction ; il garde cette position jusqu'à l'arrivée des secours.
En équipe, dans le cas d'une victime située à l'avant, un secouriste s'assied sur le siège arrière et maintient la tête par une prise latéro-latérale, en appuyant ses avant-bras sur le dossier du siège.

### Victime à plat ventre
Dans les textes français entre 2001 et 2007, on considérait qu'une victime à plat ventre ne nécessitait pas de mise en PLS. En effet, la position « sur le ventre » assure de maintenir la liberté des voies aériennes supérieures, il fallait donc juste s'assurer que la victime respirait bien.
En 2007, la procédure a changé : une victime inconsciente et allongée sur le ventre doit être tournée sur le dos afin de pouvoir contrôler sa respiration. Le cas échéant, elle sera mise en PLS.

## Surveillance
La surveillance de la victime consiste à :
1. Contrôler l'évolution des fonctions vitales de la victime : stimuler fréquemment la victime pour détecter une reprise de la conscience, contrôler la respiration pour détecter un éventuel arrêt respiratoire.
2. Constater visuellement les signes d'évolution de l'état de la victime : sueur, pâleur, etc.
3. Signaler aux secours l'évolution de l'état de la victime. Dès que l'état de la victime évolue, il est impératif de le signaler aux services de secours : cela peut modifier leur réponse (e.g. : l'envoi d'une simple équipe de secours peut être suivi d'un envoi d'équipe médicalisée dans le cas où une victime inconsciente fait un arrêt respiratoire).
4. Parler et rassurer la victime : même si elle ne parle pas, elle peut entendre la voix du sauveteur. Le plus simple étant d'expliquer les gestes en cours.

Une personne qui reprend conscience doit être impérativement surveillée jusqu'à ce que la victime soit prise en charge par des secours spécialisés.
De plus, devant une victime dont l'état de conscience change à plusieurs reprises (conscient ⇒ inconscient ⇒ conscient), il est indispensable de noter les heures précises des changements d'états. On parle alors d'intervalles libres.

## PLS et traumatismes
Le fait de mettre une personne en PLS implique une mobilisation des membres et du dos, qui peut aggraver un éventuel traumatisme (par exemple aggraver une fracture). Il faut bien mettre en balance deux choses :
- on est sûr que la victime est inconsciente, et cette inconscience va déboucher dans un délai court vers un étouffement par la chute de la langue et de l'épiglotte, et par l'invasion des poumons par le contenu de l'estomac (le contenu de l'estomac est acide et va endommager une partie des poumons, syndrome de Mendelson) ;
- la victime a peut-être un traumatisme, qui sera peut-être aggravé par la mise en PLS ; on pense notamment aux risques de paralysie ou de décès en cas de traumatisme de la colonne vertébrale, mais aussi d'une possible hémorragie interne provoquée par le mouvement d'une fracture.

La position de l'ERC et des autorités médicales en France est claire : le risque de décès d'une personne inconsciente prime devant l'éventuelle aggravation d'un éventuel traumatisme. Donc toute personne inconsciente, qui respire normalement et qui est trouvée plat-dos doit être tournée en PLS sur avis médical au 15. Par ailleurs, la méthode de retournement a été étudiée pour minimiser les risques d'aggravation. Le guide de l'ERC précise d'ailleurs :
« Finalement, il convient de souligner qu'en dépit d'éventuels problèmes durant l'entraînement et la mise en œuvre, il est absolument certain que la mise en position latérale de sécurité d'une victime inconsciente et qui respire peut lui sauver la vie. » (traduction libre de (en) « Finally, it must be emphasized that in spite of possible problems during training and in use, it remains above doubt that placing the unconscious, breathing victim into the recovery position can be life saving. »)
D'autres pays peuvent avoir une autre démarche ; on est dans le cadre d'un débat d'experts qui échappe aux sauveteurs, il est probable qu'il n'y ait pas de solution miracle, il convient donc de se conformer aux habitudes et à la législation de chaque pays.